# 27493 Derikesibill
27493 Derikesibill è un asteroide della fascia principale. Scoperto nel 2000, presenta un'orbita caratterizzata da un semiasse maggiore pari a 2,7314619 UA e da un'eccentricità di 0,0339099, inclinata di 3,97740° rispetto all'eclittica.